# Maurice Duruflé
Œuvres principales
Requiem op. 9
Maurice Duruflé, né à Louviers (Eure) le 11 janvier 1902 et mort à Louveciennes le 16 juin 1986, est un organiste et compositeur français.

## Biographie

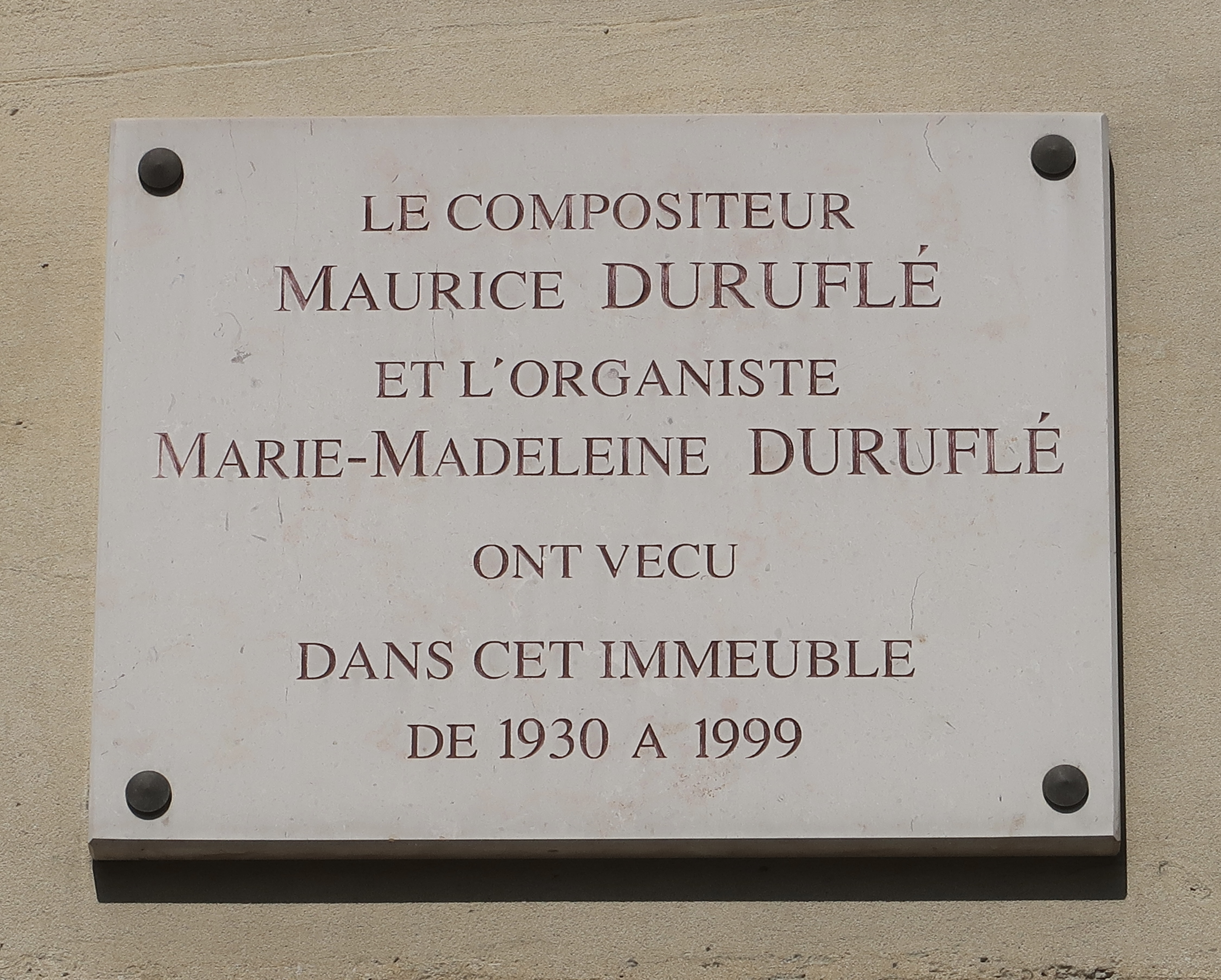
Plaque commémorative au 6,place du Panthéon (Paris), où il vécut avec son épouse Marie-Madeleine.

Enfant, il fréquente la maîtrise Saint-Evode de la cathédrale de Rouen en 1912 où il étudie la musique sous ses différents aspects, à travers l'étude et la pratique approfondies du chant grégorien, la pratique du chant collectif et choral de haut niveau, et parallèlement le piano et l'orgue (avec Jules Haelling). En 1918, il part à Paris pour y étudier l'orgue avec Charles Tournemire. À 18 ans, il intègre le Conservatoire de musique et de déclamation (autrement dit le conservatoire de Paris) ; il y étudie la composition avec Paul Dukas, et l'orgue avec Eugène Gigout, cependant il prenait également des leçons privées avec Louis Vierne. Pour des raisons obscures, il a plus tard un différend profond avec Gigout, mais, vers la fin de sa vie, le décrira laconiquement comme « un excellent homme, un point c'est tout ».
Entre 1922 et 1928, il remporte plusieurs prix dont ceux de composition, d'accompagnement pianistique, d'harmonie et d'orgue. En 1927, il devient assistant de Louis Vierne à Notre-Dame de Paris. Vierne souhaitait vivement que Duruflé lui succède, tandis que Jehan Alain et Gaston Litaize avaient décidé de lui laisser le champ libre. Mais au décès de Vierne, c'est Léonce de Saint-Martin, son suppléant, qui est nommé. Quoi qu'il en soit, c'est Duruflé qui était aux côtés de Vierne au pupitre de Notre-Dame lorsque celui-ci meurt subitement pendant son 1750e récital dans la cathédrale.
En 1929, Duruflé remporte le prix des « Amis de l'orgue », pour orgue et improvisation et il obtient le poste d'organiste titulaire à l'église Saint-Étienne-du-Mont de Paris. Son opus 3, Prélude, Récitatif et Variations pour flûte, alto et piano, a été donné pour la première fois par Marcel Moyse, Maurice Vieux et Jean Doyen.
Il donne la première du Concerto pour orgue de Poulenc sous la direction de Roger Désormière en 1939. 
À partir de 1942, il assiste Marcel Dupré dans les classes d'orgue du Conservatoire de Paris où il eut le compositeur et organiste André Jorrand comme élève.
En 1947, il publia son œuvre la plus réputée, le Requiem Op. 9, pour chœur, 2 solistes, orchestre et orgue qui est donné pour la première fois sous la direction de Paul Paray, ancien élève de la maîtrise de Rouen lui aussi. Le Requiem présente des similitudes avec celui de Fauré mais est aussi très influencé par le chant grégorien et la musique de la Renaissance. Par exemple, le thème de l'ouverture dans l'Introit-Kyrie est emprunté de la Missa pro defunctis de Duarte Lobo. La pièce a été retravaillée en deux autres versions et existe donc aujourd'hui en trois versions : une pour orchestre symphonique, une pour orchestre de chambre et une avec orgue (qui comprend un solo obbligato (obligé) pour violoncelle dans le Pie Jesu). Il interpréta lui-même la version pour orgue seul à l'église Saint-Pothin de Lyon sur invitation d'Adrien Rougier, organiste titulaire, qui admirait son œuvre. Sa messe Cum Jubilo existe également dans ces trois versions.
L'organiste Marie-Madeleine Chevalier, avec qui il fit connaissance alors qu'elle était étudiante dans la classe de Marcel Dupré (qu'il remplaça six mois du fait d'un voyage de concerts en Amérique), devient son assistante à Saint-Étienne-du-Mont en 1947. Il l'épouse en 1953 à l'âge de 51 ans, après un premier mariage avec Lucette Bousquet en 1932, le divorce civil ayant été prononcé en 1947 et la déclaration de nullité par le Vatican le 23 juin 1953.
Toute sa vie Maurice Duruflé a été partisan d'orgues de type néo-classique, non rattachés exclusivement à une école, aptes à traduire tout le répertoire ; il a beaucoup apprécié les orgues construits par Victor Gonzalez puis par Georges Danion son successeur.
Il est membre correspondant de l'Académie des sciences, belles-lettres et arts de Rouen en 1967.
En 1975 il a été sérieusement blessé dans un accident de voiture causé par un automobiliste venant en sens inverse qui avait perdu le contrôle de son véhicule ; il n'a quasiment plus joué en public et est resté confiné dans son appartement.
Sa dernière œuvre, publiée en 1977, s'intitule Notre-Père pour quatre voix mixtes. Elle est dédiée « à Marie-Madeleine Duruflé ».

## Compositions

### Orgue seul
- Scherzo op. 2 (1926), dédié à l'organiste Charles Tournemire.
- Prélude, Adagio et Choral varié sur le Veni Creator op. 4 (1930), cette partition lui a valu le prix de composition des Amis de l'orgue. Durée de la pièce : environ 20 minutes.
- Suite op. 5 (1932), dédiée à Paul Dukas (environ 25 minutes) :
  - Prélude
  - Sicilienne
  - Toccata
- Prélude et Fugue sur le nom d'Alain op. 7 (1942), écrit en hommage à Jehan Alain, mort deux ans plus tôt. Durée de la pièce : environ 10 minutes.
- Prélude sur l'Introït de l'Épiphanie Ecce advenit dominator Dominus op. 13 (1961), faisant partie du recueil Orgue et liturgie. Durée de la pièce : environ 2 minutes.
- Fugue sur le carillon des heuresⓘ de la Cathédrale de Soissons op. 12 (1962), dédiée à Henri Doyen, titulaire de l'orgue de Soissons. Durée de la pièce : environ 3 minutes.
- Méditation op. posth. (1964) dont la partition n'a été retrouvée qu'en 2002. Durée de la pièce : environ 4 minutes.
- Lecture à vue (inédit)
- Fugue (inédit)
- Lux æterna (inédit)

### Musique de chambre
- Prélude, Récitatif et Variations op. 3 pour Flûte, Alto et Piano (1928)

### Piano seul
- Triptyque op. 1: Fantaisie sur des thèmes grégoriens (1927/1943, inédit)
- Trois Danses op. 6 (1932, transcrit par l'auteur) :
  - Divertissement
  - Danse lente
  - Tambourin

### Piano à quatre mains
- Trois Danses op. 6 (1932, transcrit par l'auteur) :
  - Divertissement
  - Danse lente
  - Tambourin

### Deux pianos
- Trois Danses op. 6 (1932, transcrit par l'auteur) :
  - Divertissement
  - Danse lente
  - Tambourin

### Orchestre
- Trois Danses op. 6 (1932):
  - Divertissement
  - Danse lente
  - Tambourin
- Andante et Scherzo op. 8 (1940)

### Œuvres liturgiques
- Requiem op. 9 pour soli, chœurs, orchestre et orgue (1947)
  - Version avec orgue (1948)
  - Version avec orchestre (1950)
  - Version avec orchestre réduit (1961)
  - Version avec orchestre réduit et cors (1970)
- Quatre motets sur des thèmes grégoriens op. 10 pour chœur (1960) :
  - Ubi caritas et amor
  - Tota pulchra es
  - Tu es Petrus
  - Tantum ergo
- Messe Cum Jubilo op. 11 pour baryton solo, chœur de barytons et orchestre (1966) :
  - Version avec orgue (1967)
  - Version avec orchestre (1970)
  - Version avec orchestre réduit (1972)
- Notre Père op. 14 pour 4 voix mixtes (1977)

### Œuvres diverses
- Hommage à Jean Gallon (1953)
- Sicilienne de la Suite op. 5 pour petit orchestre (flûte, hautbois, clarinette, basson, cor et quintette à cordes ; inédit)

### Transcriptions
- Johann Sebastian Bach : Quatre Chorals pour orgue, transcrits pour orchestre (1942/1945) :
  - Viens Sauveur des Païens (extrait des 18 Chorals de Leipzig)
  - Réjouissez-vous bien-aimés Chrétiens BWV 734 (extrait des Chorals divers)
  - Ô Innocent Agneau de Dieu BWV 656 (extrait des 18 Chorals de Leipzig)
  - En Toi est la joie BWV 615 (extrait de l'Orgelbüchlein)
- Louis Vierne : Soirs étrangers op. 56, pour violoncelle et piano, orchestrés par Maurice Duruflé (1943) :
  - Grenade
  - Sur le Léman
  - Venise
  - Steppe canadien
  - Poisson chinois
- Louis Vierne : Ballade du désespéré op. 61, Poème lyrique pour chant et orchestre. Orchestration de Maurice Duruflé (1943)
- Johann Sebastian Bach : Deux Chorals extraits des Cantates BWV 22 et 147, arrangés pour orgue (1952)
- Louis Vierne : Trois Improvisations pour orgue  (Notre-Dame-de-Paris, novembre 1928), reconstituées par Maurice Duruflé (1954) :
  - Marche épiscopale
  - Méditation
  - Cortège
- Charles Tournemire : Cinq Improvisations pour orgue (Ste Clotilde, Paris, 1930/1931), reconstituées par Maurice Duruflé (1956-1958) :
  - Petite rhapsodie improvisée
  - Cantilène improvisée
  - Improvisation sur le Te Deum
  - Fantaisie-Improvisation sur l’Ave maris stella
  - Choral-Improvisation sur le Victimæ paschali
- Gabriel Fauré : Prélude de « Pelléas et Mélisande », transcrit pour orgue.
- Robert Schumann : Lamentation, transcrit pour orgue.

### Œuvres par opus
- Opus 1 : Triptyque (Fantaisie sur des thèmes grégoriens), pour piano, 1927/1943
- Opus 2 : Scherzo, pour orgue, 1926
- Opus 3 : Prélude, Récitatif et Variations, pour flûte, alto et piano, 1928
- Opus 4 : Prélude, Adagio et Choral varié sur le Veni Creator, pour orgue, 1930
- Opus 5 : Suite, pour orgue, 1932, en trois mouvements :
  - Prélude
  - Sicilienne (existe aussi dans une version pour petit orchestre)
  - Toccata
- Opus 6 : Trois Danses, pour orchestre (existe aussi dans des versions pour piano solo, piano à quatre mains et deux pianos), 1932 :
  - Divertissement
  - Danse lente
  - Tambourin
- Opus 7 : Prélude et Fugue sur le nom d'Alain, pour orgue, 1942
- Opus 8 : Andante et Scherzo, pour orchestre, 1940
- Opus 9 : Requiem pour soli, chœurs, orchestre et orgue, 1947. Il existe plusieurs versions :
  - Version avec orgue (1948)
  - Version avec orchestre (1950)
  - Version avec orchestre réduit (1961)
  - Version avec orchestre réduit et cors (1970)
- Opus 10 : Quatre Motets sur des Thèmes Grégoriens, pour chœur, 1960 :
  - Ubi caritas et amor
  - Tota pulchra es
  - Tu es Petrus
  - Tantum ergo
- Opus 11 : Messe Cum Jubilo, pour baryton solo, chœur de barytons et orchestre (1966). Il existe plusieurs versions :
  - Version avec orgue (1967)
  - Version avec orchestre (1970)
  - Version avec orchestre réduit (1972)
- Opus 12 : Fugue sur le carillon des heures de la Cathédrale de Soissons, pour orgue, 1962.
- Opus 13 : Prélude sur l'Introït de l'Épiphanie, pour orgue, 1961.
- Opus 14 : Notre Père, pour 4 voix mixtes, 1977.

## Discographie
Requiem, (version 1961), Quatre motets sur des thèmes grégoriens, Messe "Cum jubilo" (version 1967), Patricia Bardon, Mezzo-soprano, Ashley Riches, Bariton-basse, Tom Etheridge & Richard Gowers, orgue, The Choir of King's College, Cambridge, Orchestra of the Enlightenment, dir Stephen Cléobury 2016

## Utilisation de ses œuvres
- Michael Jackson a utilisé le Pie Jesu (mouvement du Requiem) comme prélude à sa chanson Pie Jesu/Little Susie de l'album HIStory.